# Хроники Нарнии: Принц Каспиан
«Хро́ники На́рнии: Принц Ка́спиан» (англ. The Chronicles of Narnia: Prince Caspian) — экранизация второй (по порядку публикации) книги цикла «Хроники Нарнии». Является продолжением фильма «Лев, Колдунья и волшебный шкаф». Следующий после «Принца Каспиана» фильм из цикла «Хроники Нарнии» — «Покоритель зари». Занял 10-е место в списке самых кассовых фильмов 2008 года.
Места съёмок — Новая Зеландия, Чехия (замок Мираза), Польша, Словения (мост через реку). Съёмки стартовали 12 февраля 2007 года.
Премьера состоялась в Ziegfeld Theatre в Нью-Йорке 7 мая 2008. Фильм шёл в кинотеатрах летом 2008 года, первым он был показан в Мексике (с 9 мая), последним в Греции (с 31 августа). В российский кинопрокат он вышел 15 мая.

## Сюжет
Со времён предыдущего фильма прошло около 1300 лет, и в Нарнии наступили тревожные времена. Страну завоевали жестокие тельмарины, загнавшие коренных жителей Нарнии в дремучие леса и неприступные горы. Представитель королевского рода тельмаринов Мираз убивает своего брата и узурпирует власть. Одновременно наставник Каспиана доктор Корнелиус спасает молодого принца, и тот бежит в лес, где трубит в Волшебный Рог. Питер, Сьюзен, Эдмунд и Люси — герои далёкого прошлого — ещё раз оказываются в своём бывшем королевстве, а точнее, в руинах своего бывшего замка. Перед ними стоит практически невыполнимая задача — спасти Нарнию. Бывшие правители Нарнии спасают пленного гнома Трама от гибели, встречают принца Каспиана и собирают войско для отпора тельмаринам в месте, где Джадис в своё время убила Великого Льва.
Воинственный Питер, Верховный король Нарнии, несмотря на предостережения остальных, хочет одержать быструю победу над врагом. Он собирает ударный отряд разнородного состава для нападения на замок Мираза: грифоны — для незаметной переброски воинов внутрь, гном Трам и мыши — для диверсионной деятельности, минотавры и кентавры в качестве главной мощи. Его план заключается в следующем: Эдмунд, заброшенный грифоном на одну из башен, будет фонариком отмечать этапы операции для войска, ждущего в засаде. Пробравшись через решётки, Питер с Каспианом откроют ворота, Сьюзен будет прикрывать их стрельбой из лука, гном и мыши обеспечат им чистоту пути, а после сигнала Эдмунда войско ринется в атаку.
Однако план рухнул: Каспиан в порыве ярости ворвался в покои Мираза, но не смог убить его — Мираз сбежал, а жена Мираза ранила из арбалета своего племянника. В результате операция потеряла свою внезапность. Питер не внял уговорам Сьюзен и, несмотря на собирающееся войско врага, открыл ворота, опустил мост и впустил нарнийцев. Сам он попытался пробиться к узурпатору, а Эдмунд потерял на время фонарь. Численное преимущество тельмаринов привело к ожидаемому разгрому нарнийцев. При этом тельмарины закрыли главные ворота и открыли огонь из арбалетов со всех стен замка, в результате чего битва превратилась в бойню. С помощью геройского поступка одного из минотавров, удержавшего ворота на себе, командирам нарнийцев удалось сбежать с поля битвы с немногими воинами. Все остальные погибли или попали в плен.
Траур и раздор поселился в умах нарнийцев. Каспиан в результате душевных колебаний поддаётся на уговоры гнома Никабрика: ведьма и оборотень с его помощью едва не возвращают к жизни Белую колдунью. Однако Пэвенси не дают случиться страшному и прекращают церемонию (причём Питер едва не поддался на уговоры колдуньи, но вовремя вмешался Эдмунд). Нарнийцы вместе со своими королями и Каспианом собираются в Аслановом кургане, надеясь, что он укроет их в случае атаки. Однако некоторые понимают, что тяжёлые катапульты тельмаринов пробьют любую защиту, и, значит, их дни сочтены…
Тем временем тельмарины готовят последнюю битву, в которой они хотят окончательно уничтожить нарнийцев. К лагерю нарнийцев подходит хорошо организованная, собранная со всех городов, закованная в доспехи армия во главе с Миразом, который к тому времени официально короновался.
Люси отправляется на поиски Аслана в лес, Сьюзен и Каспиан прикрывают её отход. В это время, с целью затянуть время, Питер и Эдмунд устраивают дуэль военачальников согласно традициям тельмаринов: Питер и Мираз будут биться насмерть, армия побеждённого короля должна будет признать и поражение во всей битве. Питер побеждает узурпатора и передаёт Каспиану право покарать Мираза. Принц отказывается это сделать, но тут вмешивается властолюбивый лорд Сопеспиан. Он убивает раненого в поединке короля-узурпатора, исподтишка пронзив его стрелой Сьюзен, поднятой после битвы в замке, и это меняет ход событий. Лорд объявляет, что это сделали нарнийцы, и тем самым инициирует глобальное сражение. Начинается Вторая битва при Берунских Бродах.
Конницу тельмаринов удалось успешно заманить в ловушку и уничтожить. Однако катапульты огромными каменными ядрами разрушают вход в катакомбы, отрезая путь к отступлению. Численный перевес пехоты тельмаринов не даёт шансов на победу. Питер, Сьюзен, Эдмунд, Каспиан и оставшиеся вне укрытия нарнийцы идут в последний, как им кажется, бой. Однако Люси находит-таки Аслана, и тот вызывает к жизни деревья. Это решает исход битвы — мощные корни легко уничтожают катапульты и сметают тельмаринов. Новый лидер последних отводит своих людей к воде, думая, что там он сможет отбиться от магических тварей. Но там его ждёт главная сила — Люси и создатель вселенной Нарнии Аслан. Одним рыком Великий Лев вызывает к жизни речное божество, которое и заканчивает сражение.
Каспиан становится законным правителем тельмаринов, объявляя при этом дружественность всем нарнийцам. Принц а после король Каспиан влюбляется в Сьюзен , и хочет что бы она осталась в Нарнии . Но Аслан опровергает  слова юноши . Питер и Сьюзен больше никогда не вернутся в Нарнию. Поцеловав на последок Каспиана , Сьюзен и  Пэвенси опять возвращаются в свой родной мир. Аслан даёт возможность тельмаринам, не желающим жить бок о бок с говорящими животными, уйти в другой мир — остров, через который, как через портал, флибустьеры, предки тельмаринов, когда-то пришли в Нарнию…

## Создание
При выборе места для съёмок режиссёр Эндрю Адамсон посетил 5 континентов. Основными местами съёмок стали Новая Зеландия, Чехия, Словения, Польша.

### Актёры
Режиссёр Эндрю Адамсон больше года искал подходящего актёра на роль принца Каспиана, и британского актёра Бена Барнса он нашёл всего за 3 недели до начала съёмок. Препятствием не стало даже то, что в книге Каспиану 13 лет, а Барнсу было уже 26: герой в фильме повзрослел, ему 15 лет.
Уорик Дэвис — единственный актёр, который играл в двух версиях экранизаций «Хроник Нарнии»: в новом «Принце Каспиане» — чёрного гнома Никабрика, а в «Принце Каспиане» в постановке телеканала Би-би-си 1989 года — воинственного мыша Рипичипа. В новом фильме «Хроники Нарнии: Принц Каспиан» Рипичип полностью создан с помощью компьютерных технологий. А чтобы превратиться в Никабрика, Дэвис проводил ежедневно по 3 с половиной часа в гримёрной.
Корнеллу Джону, исполнителю роли кентавра Гленсторма, пришлось освоить ходули-джамперы, позднее превращенные на компьютере в лошадиные ноги.
Художник по гриму Говард Бергер работал с командой из 50 гримёров и провёл 4600 индивидуальных грим-сессий во время съёмок.

### Декорации
Историческая киностудия «Баррандов» в Праге, где были возведены основные декорации «Принца Каспиана», в предшествовавшие годы стала популярным местом для съёмок голливудских фильмов, таких как «Казино Рояль» и «Идентификация Борна». В частности, там были возведены декорации замка короля Мираза, занимавшие 1858 квадратных метров. Его внешний вид частично был основан на изображениях французского замка Пьерфон (Pierrefonds), который расположен недалеко от Парижа. 200 плотников, штукатуров и художников 15 недель строили этот замок. В финальном варианте сцены с замком специалисты по компьютерной графике увеличили его изображение в три раза. Главный художник Роджер Форд работал в кино более сорока лет, но декорации этого замка стали самыми большими из тех, которые он когда-либо строил.
Деревянный мост, на котором разыгрывается одна из финальных батальных сцен «Принца Каспиана», был возведён на реке Соча, в курортной местности возле города Бовец, в Словении. В строительстве принимали участие 20 инженеров и строителей, которые работали на постройке моста целый месяц. Роджер Форд, проектируя мост, основывался на рисунках моста, который Юлий Цезарь построил через Рейн во время войны с германцами. Чтобы осуществить план Форда, инженеры временно изменили течение реки Соча.
Станция лондонской подземки, откуда дети Певенси начинают своё путешествие в «Принце Каспиане», находилась вовсе не в Лондоне. Форд построил реалистичные декорации лондонского метро на киностудии «Хендерсон», на севере Новой Зеландии.

### Костюмы и оружие
Над костюмами работало 70 человек. Актёры и члены съёмочной группы «Принца Каспиана» приехали из 15 разных стран, в том числе Чехии, Новой Зеландии, США, Великобритании, Австралии, Канады, Германии, Польши, Словении, Испании, Мексики, Италии и Франции.
Костюмы из «Принца Каспиана» близки к средневековым, приблизительно XIII—XVII веков. Костюмы тельмаринцев сделали похожими на испанские, поскольку сами тельмаринцы по происхождению пираты. Их шлемы и маски основаны на костюмах конкистадоров, македонцев и самураев. Для исполнителей главных ролей было сшито 1042 предмета одежды. Для короля Мираза, его лордов и воинов-тельмаринцев было изготовлено 3722 предмета одежды, в том числе шлемов, масок, обуви и перчаток.
Ричард Тейлор из новозеландской мастерской Weta Workshop спроектировал почти 800 единиц вооружения для защитников Нарнии и воинов-тельмаринцев. Это число включает в себя 200 копий и алебард, 200 рапир, 100 мечей, 250 щитов и 55 арбалетов. Тейлор также спроектировал мягкие щиты и особую упряжь для использования в ключевых боевых сценах с участием лошадей. Для создания одной кольчуги воина-тельмаринца использовалось 2184 металлических кольца. Всего было использовано 850 тысяч таких колец.

## В ролях
| Действующее лицо      | Исполнитель              |
| --------------------- | ------------------------ |
| Каспиан X             | Бен Барнс                |
| Люси Певенси          | Джорджи Хенли            |
| Эдмунд Певенси        | Скандар Кейнс            |
| Питер Певенси         | Уильям Моусли            |
| Сьюзен Певенси        | Анна Попплуэлл           |
| Мираз                 | Серджо Кастеллитто       |
| Красный гном Трампкин | Питер Динклэйдж          |
| Белая Колдунья        | Тильда Суинтон           |
| Чёрный гном Никабрик  | Уорик Дэвис              |
| Доктор Корнелиус      | Винсент Грасс            |
| Генерал Глозель       | Пьерфранческо Фавино     |
| Кентавр Громобой      | Корнелл Джон             |
| Лорд Сопеспиан        | Дамиан Альказар          |
| Прунапризмия          | Алисия Боррачеро         |
| Лорд Скайтли          | Симон Андре              |
| Лорд Доннон           | Предраг Белац            |
| Нарнийская ведьма     | Клара Иссова             |
| Минотавр Астериус     | Шэйн Рэнжи/Джош Кэмпбелл |
| Жена Громобоя         | Лейла Аббасова           |
| Молодой кентавр       | Гомес Сандовал           |
| Рипичип (голос)       | Эдди Иззард              |
| Аслан (голос)         | Лиам Нисон               |
| Боровик               | Кен Стотт                |

## Съёмочная группа
- Режиссёр — Эндрю Адамсон
- Авторы сценария: Клайв Льюис (роман), Эндрю Адамсон, Кристофер Маркус, Стефен МакФили
- Продюсеры: Эндрю Адамсон, Марк Джонсон, Перри Мур, Филип Стир
- Композитор: Гарри Грегсон-Уильямс
- Костюмы: Изес Мессенден
- Оружие: Ричард Тейлор
- Грим: Говард Бергер